# Yosemile
Yosemile（ヨセミル）は、2020年7月に株式会社STEKKEYから公開されたWEB上で集めて送れる寄せ書きサービスである。

## 概要
日本の文化とも言える寄せ書きをWEB上のボードを用いて集め、集めた寄せ書きを相手にサプライズとしてプレゼントする。
身近な人への寄せ書き以外に、芸能人やスポーツ選手へのファンレターとして、全国の医療従事者、災害に被災された方々などへの励ましなど、他ユーザーから投稿を集めて送るなど幅広い使い方ができる。
寄せ書き作成は、誰でも使える簡単操作で「ボード作成」「寄せ書き」「お届け」の3ステップで完了。
利用料は無料。

## 機能
ユーザーは、ボードの作成、閲覧、投稿を行うことができる。
ボードの作成者は一般公開と限定公開が選択でき、限定公開を選択した場合URLを共有することで閲覧、投稿を行うユーザーを限定することができる。
また、自分で作成したボードであれば、すべての投稿の削除できることで誹謗中傷や不適切なコメントをユーザー自身で管理することができる。